# Phytobia
Phytobia (лат.) — род минирующих мух из подсемейства Phytomyzinae.

## Описание
Относительно крупные мухи. Глаза голые. Орбитальные волоски длинные параллельны и направлены вперёд. Теменные щетинки длинные и крепкие. Лоб обычно темный, но иногда красноватый, а лунула (над основанием усиков) часто серебристая. Дорсоцентральные щетинки перед поперечным швом среднеспинки хорошо развиты. Костальная жилка заканчивается у места впадения радиальной жилки R4+5 или продолжается до медиальной жилки M1+2. Субкостальная жилка обычно идет параллельно жилке R1 и впадает в костальную, но у некоторых видов, по-видимому, присоединяется к R1. Жилка R4+5, оканчивается ближе к кончику крыла, чем жилка M1+2. Жужжальца полностью белые. Брюшко самца обычно полностью тёмное. Основная часть эдеагуса самца (базифаллус) сужена, с половинками, срастающимися у основания в стебель. Вершинная часть (дистифаллус) обычно уже, по крайней мере у основания, чем у близкого рада Nemorimyza. Сурстили маленькие, лопастные.

## Биология
Личинки питаются молодой ксилемой деревьев и кустарников, что отличает этот род от других представителей семейства, являющихся преимущественно минёрами листьев. Большинство видов развивается на лиственных растениях из семейства сапиндовые, березовые, розоцветные и ивовые. Только два вида семейства Agromyzidae связаны с хвойными. Один из них неопределённый до вида представитель рода Phytobia обитает в Австралии, развивается на каллитрисе. Второй Protophytobia cupressorum найден в Нидерландах в ископаемой древесине Juniperoxylon silesiacum из отложений третичного периода.

## Классификация
Некоторые виды имеют отдельные внешние признаки характерные подсемейства Agromyzinae, в то время как другие — признаки Phytomyzinae. По данным молекулярно-генетического анализа род отнесен к Phytomyzinae. Включает 117 видов, в том числе:
- Phytobia allecta (Melander, 1913)
- Phytobia alocomentula Sasakawa, 1996
- Phytobia amazonica Sousa & Couri, 2017
- Phytobia amelanchieris (Greene, 1917)
- Phytobia aucupariae (Kangas, 1949)
- Phytobia betulivora Spencer, 1969
- Phytobia bifida Zlobin, 2002
- Phytobia bifistula Sasakawa, 2004
- Phytobia bimaculata Sasakawa, 2013
- Phytobia bohemica Černý, 2001
- Phytobia brincki Spencer, 1965
- Phytobia cacaulandia Sousa & Couri, 2017
- Phytobia californica Spencer, 1981
- Phytobia calyptrata (Hendel, 1923)
- Phytobia cambii Hendel, 1931
- Phytobia carbonaria (Zetterstedt, 1838)
- Phytobia caudata Sasakawa, 2013
- Phytobia cerasiferae (Kangas, 1955)
- Phytobia clypeolata Sasakawa, 1996
- Phytobia colorata Spencer, 1977
- Phytobia communis Sousa & Couri, 2017
- Phytobia confessa Spencer, 1969
- Phytobia conigera Sasakawa, 2013
- Phytobia correntosana (Malloch, 1934)
- Phytobia coylesi Spencer, 1969
- Phytobia cucullata Sasakawa, 2013
- Phytobia delicata Sousa & Couri, 2017
- Phytobia diversata Spencer, 1961
- Phytobia dorsocentralis (Frost, 1936)
- Phytobia ecuadorensis Spencer, 1977
- Phytobia errans (Meigen, 1830)
- Phytobia fausta Spencer, 1977
- Phytobia flavifrontalis Sousa & Couri, 2017
- Phytobia flavohumeralis Sehgal, 1968
- Phytobia flavosquamata (Spencer, 1959)
- Phytobia frutescens Sasakawa, 1996
- Phytobia furcata (Sasakawa, 1963)
- Phytobia fusca Sasakawa, 1996
- Phytobia gigas Spencer, 1966
- Phytobia graeca Černý, 2011
- Phytobia grandissima Singh & Ipe, 1973
- Phytobia guatemalensis Sasakawa, 2005
- Phytobia harai Sasakawa, 1994
- Phytobia hirticula (Sasakawa, 1963)
- Phytobia incerta Spencer, 1963
- Phytobia indecora (Malloch, 1918)
- Phytobia insulana Spencer, 1977
- Phytobia inusitata Spencer, 1966
- Phytobia ipeii Singh & Tandon, 1966
- Phytobia iridis (Hendel, 1927)
- Phytobia kallima Frost, 1936
- Phytobia kuhlmanni Spencer, 1966
- Phytobia lamasi Sousa & Couri, 2017
- Phytobia lanei Spencer, 1966
- Phytobia liepae Spencer, 1977
- Phytobia lineata Sasakawa, 1955
- Phytobia longipes Sasakawa, 1988
- Phytobia lunulata Hendel, 1920
- Phytobia luzonensis Sasakawa, 1996
- Phytobia maai (Spencer, 1962)
- Phytobia macalpinei Spencer, 1977
- Phytobia magna (Sasakawa, 1963)
- Phytobia malabarensis Spencer, 1977
- Phytobia mallochi (Hendel, 1924)
- Phytobia manifesta Spencer, 1977
- Phytobia matura Spencer, 1973
- Phytobia megapodema Sousa & Couri, 2017
- Phytobia mentula Sasakawa, 1992
- Phytobia millarae Spencer, 1977
- Phytobia monsonensis Sasakawa, 1992
- Phytobia morio (Brischke, 1881)
- Phytobia multisetosa Sousa & Couri, 2017
- Phytobia nigeriensis Spencer, 1977
- Phytobia nigrita (Malloch, 1914)
- Phytobia niheii Sousa & Couri, 2017
- Phytobia optabilis Spencer, 1977
- Phytobia pallida Spencer, 1986
- Phytobia pansa Sasakawa, 1996
- Phytobia papillata Sasakawa, 2013
- Phytobia peruensis Spencer, 1977
- Phytobia picta (Coquillett, 1902)
- Phytobia pipinna Sasakawa, 1992
- Phytobia planipalpis Sousa & Couri, 2017
- Phytobia powelli Spencer, 1981
- Phytobia prolata (Sasakawa, 1963)
- Phytobia propincua (Sasakawa, 1963)
- Phytobia pruinosa (Coquillett, 1902)
- Phytobia pruni (Grossenbacher, 1915)
- Phytobia prunivora Spencer, 1981
- Phytobia pseudobetulivora Zlobin, 2008
- Phytobia pyri Sousa & Couri, 2017
- Phytobia rabelloi Spencer, 1966
- Phytobia ruandensis (Spencer, 1959)
- Phytobia sasakawai Spencer, 1989
- Phytobia semibifurcata Zlobin, 2002
- Phytobia seticopia (Sasakawa, 1963)
- Phytobia setitibialis Sasakawa, 1992
- Phytobia setosa (Loew, 1869)
- Phytobia shizukoae Spencer, 1965
- Phytobia simpla Sousa & Couri, 2017
- Phytobia sinuosa Sasakawa, 2013
- Phytobia spinifera Sousa & Couri, 2017
- Phytobia spinosula Sousa & Couri, 2017
- Phytobia spinulosa Sasakawa, 1992
- Phytobia subdiversata Sasakawa, 1996
- Phytobia terminalis (Sasakawa, 1963)
- Phytobia torulosa Sasakawa, 2013
- Phytobia triangularis (Sasakawa, 2013)
- Phytobia triplicis Zlobin, 2002
- Phytobia unica Spencer, 1973
- Phytobia vanduzeei Spencer, 1981
- Phytobia vilkamaai Zlobin, 2002
- Phytobia vindhyaensis Singh & Ipe, 1973
- Phytobia waltoni (Malloch, 1913)
- Phytobia xanthophora (Schiner, 1868)

## Распространение
Встречается на всех континентах кроме Антарктиды.